# 萬輝雙鶴
北京萬輝雙鶴藥業有限責任公司，簡稱萬輝雙鶴，屬於華潤集團旗下的，北京醫藥股份有限公司，或北京雙鶴藥業股份有限公司聯營公司，由2003年改制成立，主要業務銷售及生產卜可（盐酸二甲双胍缓释片）、列洛（盐酸吡格列酮片）、思克特（蒙脱石散）、银杏叶片、硫酸锌片等產品。
現時董事長及首席執行官朱大成先生。2008年，被華潤集團收購。

## 外部連結
- 北京萬輝雙鶴藥業有限責任公司